# Palazzo Riario Della Rovere
Palazzo Riario Della Rovere o Palazzo Della Rovere ai Santi Apostoli è un palazzo rinascimentale di Roma che si trova in Piazza dei Santi Apostoli nel rione Trevi.

## Storia
Su un lato di Piazza dei Santi Apostoli, all'angolo con via del Vaccaro e accanto alla basilica dei Santi Apostoli, si trova il Palazzo Della Rovere, noto anche come Palazzo dei Santi Apostoli, perché era il conventuale della basilica.
La base dell'edificio era il palazzo cardinalizio fatto costruire nel 1471 dal nipote di papa Sisto IV Della Rovere, il cardinale Pietro Riario, cardinale titolare della chiesa.
Quando morì, nel 1474, assunse la carica e la residenza il cugino, il cardinale Giuliano Della Rovere, che vi visse per molti anni prima di diventare papa con il nome di Giulio II.
Nel 1478 incaricò l'architetto Giuliano da Sangallo di costruire un edificio più grande a sinistra della basilica, con una bella torre angolare e finestre marmoree, sulla cui architravi si trova l'iscrizione "IUL. CAR. S.P. AD VINC.", un ricordo del tempo in cui Della Rovere era cardinale titolare di San Pietro in Vincoli.
La sua forma ricorda quella del vicino Palazzo Venezia.

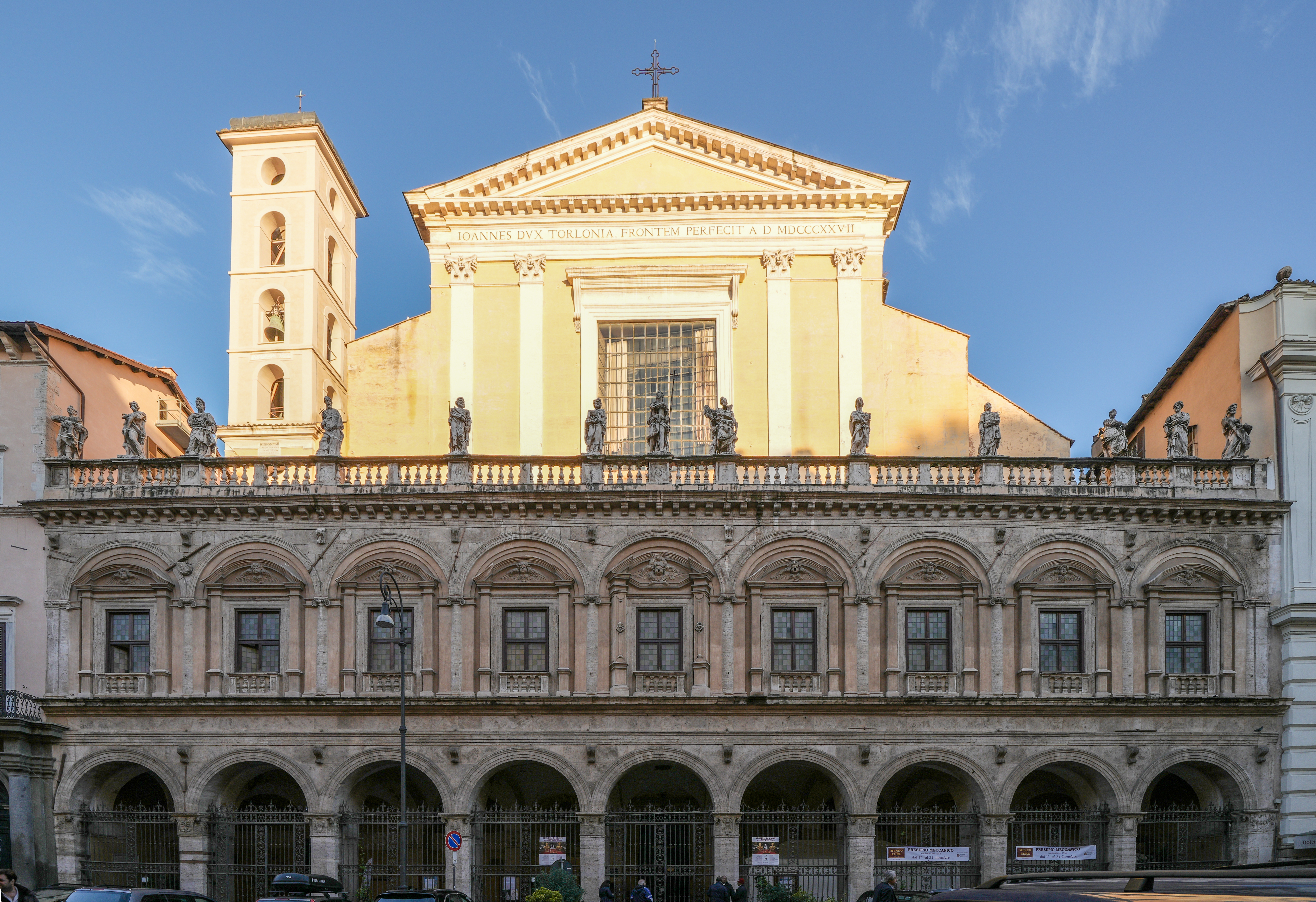
Vista da un'altra direzione, con il palazzo sullo sfondo e la basilica al centro. Sulla destra, una parte dell'immenso Palazzo Colonna che sorgeva sul luogo in cui sorgeva l'altro palazzo della Rovere in questa piazza. In fondo, sulla sinistra, si trova il Palazzo Muti (o Balestra)

Successivamente ordinò la costruzione di un altro palazzo a destra della chiesa, collegato al primo tramite un portico e in modo che i due palazzi fiancheggiassero la basilica, inquadrandone la facciata.
La famiglia del Papa aveva buoni rapporti con la famiglia Colonna e quando una delle sue nipoti sposò un loro membro, Giulio II donò loro il palazzo sulla destra, che fu poi demolito e inglobato nell'immenso Palazzo Colonna.
Alla fine del XVI secolo, la dimora residua fu acquisita dall'Ordine dei Francescani ed è tuttora sede dell'Ordine dei frati minori conventuali.

## Descrizione
Il palazzo sulla sinistra si apre su un portale con colonne di ordine dorico e con pilastri più arretrati che sostengono un piccolo balcone con balaustra in ferro battuto.
All'interno si trovano due eleganti cortili, il primo dei quali presenta un portico di colonne di ordine ionico e logge su due lati, mentre il secondo ha la forma di un chiostro, anch'esso circondato da colonne.